# 寸多海子
寸多海子是一个位于中国四川省凉山彝族自治州的淡水湖，面积约为3.07平方千米，属于云贵高原区。它的一级流域为长江流域，二级流域为雅砻江水系。